# Kapazitation
Als Kapazitation wird der physiologische Reifungsprozess der Samenzellen im weiblichen Genitaltrakt bezeichnet, ohne die eine Befruchtung der Eizelle nicht möglich ist.

## Physiologie
Es handelt sich dabei um einen biochemischen Umbauprozess der Samenzellen, der besonders durch das Zervixsekret begünstigt wird. Beim Menschen werden dabei innerhalb von etwa 12 Stunden ein auf den Spermien befindlicher Glykoproteinüberzug sowie verschiedene im Ejakulat befindliche Proteine entfernt. Eiweißsubstanzen im Kopf der Spermien werden so aktiviert und versetzen die Samenzelle in die Lage, in die Eizelle einzudringen – falls die dazu erforderliche Akrosomreaktion erst beim Kontakt des Spermiums mit der Zona pellucida erfolgt.
Östrogene stimulieren die Kapazitation. Natürliche Umweltöstrogene können die Kapazitation ebenfalls beschleunigen – damit möglicherweise aber auch zu einer vorzeitigen Akrosomreaktion führen und damit eine Zeugung verhindern. Außerdem ist Glukose für eine erfolgreiche Kapazitation essentiell, da sie zum einen als Energiemolekül für die Fortbewegung der Spermien fungiert und zum anderen die Samenzelle zur Befruchtung befähigt.
Die Erforschung der Vorgänge bei der Kapazitation der Spermien sind aus zweierlei Gründen von Bedeutung: Einerseits könnte Paaren mit Kinderwunsch geholfen werden, andererseits könnte die Entwicklung von Kapazitationshemmern eine neuartige Form der Empfängnisverhütung darstellen.